# Пам'ятки Охтирки
В місті Охтирка Сумської області до реєстру пам'яток внесено 24 пам'ятки історії, 16 пам'яток архітектури і пам'ятка монументального мистецтва.
15 лютого 2013 прихильники ВО «Свобода» знесли в Охтирці пам'ятник Леніну.

## Пам'ятки історії
| №  | охоронний номер | назва | адреса                                                         |
| -- | --------------- | --- | -------------------------------------------------------------- |
| 1  | 748             | Братська могила учасників громадянської війни                                                                       | Вул. Незалежності                                              |
| 2  | 1881            | Братська могила червоноармійців, які загинули під час громадянської війни                                           | Центральне кладовище                                           |
| 3  | 747             | Група могил: братська могила партизан та радянських воїнів; одиночні могили (2) – Заславського В.С. і Щербенка В.О. | Парк відпочинку ВАТ “Нафтапроммаш”                             |
| 4  | 752             | Братська могила радянських воїнів                                                                                   | Північно – східна частина міста, біля автодороги Суми - Харків |
| 5  | 749             | Братська могила радянських воїнів                                                                                   | Центральне кладовище                                           |
| 6  | 753             | Братська могила радянських воїнів                                                                                   | Успенське кладовище                                            |
| 7  | 751             | Братська могила радянських воїнів, в якій похований Позолотін Т.С. – Герой Радянського Союзу                        | 11-й кілометр на південний схід від міста                      |
| 8  |                 | Могила Пупка П.І. – радянського воїна                                                                               | Успенське кладовище                                            |
| 9  | 1778            | Могила Лаптєва П.Г. – радянського воїна                                                                             | Успенське кладовище                                            |
| 10 |                 | Могила радянського воїна                                                                                            | с. Залужани, біля кладовища                                    |
| 11 | 746             | Братська могила жертв фашизму                                                                                       | Центральне кладовище                                           |
| 12 | 750             | Група братських могил (2) жертв фашизму та членів підпільної диверсійно – розвідувальної групи                      | Територія комбінату хлібопродуктів                             |
| 13 |                 | Могила Котелевця Ю.А., який загинув у Афганістані                                                                   | Центральне кладовище                                           |
| 14 |                 | Могила Крицина В.О., який загинув у Афганістані                                                                     | Успенське кладовище                                            |
| 15 |                 | Могила Манька М.О., який загинув у Афганістані                                                                      | Центральне кладовище                                           |
| 16 |                 | Могила Падалки П.А., який загинув у Афганістані                                                                     | Миколаївське кладовище                                         |
| 17 |                 | Могила Гангаєва О.К. – Героя Радянського Союзу                                                                      | Центральне кладовище                                           |
| 18 |                 | Могила Ледєньова П.П. - Героя Радянського Союзу                                                                     | Юріївське кладовище                                            |
| 19 |                 | Могила Сипченка Л.Є. – повного кавалера ордена “Слава”                                                              | Миколаївське кладовище                                         |
| 20 | 1780            | Могила Твердохлібова О.Д.- краєзнавця, етнографа                                                                    | Центральне кладовище                                           |
| 21 |                 | Будинок колишньої міської електростанції                                                                            | Вул. Незалежності, 3                                           |
| 22 | 1309            | Трактор “Універсал”, на якому у 1932-1969 рр. працювала одна з перших жінок трактористок, ударниця Є.С. Бичкова     | Вул. Перемоги, 127                                             |
| 23 |                 | Будинок колишньої чоловічої гімназії, в якій навчався Антоненко-Давидович Б.Д. – український письменник             | Вул. Сумська, 4                                                |
| 24 |                 | Будинок, в якому жив Багряний І.П. (Лозов’ягін) – український письменник                                            | На розі вул. Грабовського і пров. Багряного                    |
|    |                 | |                                                                |

## Пам'ятки архітектури
| №  | назва                                      | дата спорудження               | адреса |   |
| -- | ------------------------------------------ | ------------------------------ | --- | - |
| 25 | Ансамбль Мироносицької церкви              | 1822 (архіт.).                 | м. Охтирка, вул. Широка, 88.                                                                                       |   |
| 26 | Богоугодний заклад                         | 1820-ті (архіт.).              | м. Охтирка, пров. Лікарняний, 2.                                                                                   |   |
| 27 | Будинок офіцерського зібрання              | 19 ст. (архіт.).               | м. Охтирка, пров. Поштовий, 6.                                                                                     |   |
| 28 | Будинок священика Георгіївської церкви     | 20 ст. (архіт.).               | м. Охтирка, пров. Юріївський, 10.                                                                                  |   |
| 29 | Будинок священика Миколаївської церкви     | 20 ст. (архіт.).               | м. Охтирка, вул. Незалежності, 13.                                                                                 |   |
| 30 | Георгіївська церква                        | 1908 (архіт.).                 | м. Охтирка, вул. Київська.                                                                                         |   |
| 31 | Електростанція                             | 1909 (архіт.).                 | м. Охтирка, вул. Незалежності, 3                                                                                   |   |
| 32 | Жіноча гімназія                            | 19 ст. (архіт.).               | м. Охтирка, вул. Перемоги, 2.                                                                                      |   |
| 33 | Краєзнавчий музей                          | 20 ст., дошка (архіт., іст.).. | м. Охтирка, вул. Незалежності, 10                                                                                  |   |
| 34 | Купецький торговельний будинок             | 20 ст. (архіт.).               | м. Охтирка, вул. Незалежності, 14                                                                                  |   |
| 35 | Михайлівська церква                        | 1884 (архіт.)                  | м. Охтирка, вул. Сумська                                                                                           |   |
| 36 | Народний будинок                           | 1911-1914 (архіт.).            | м. Охтирка, вул. Незалежності, 9.                                                                                  |   |
| 37 | Особняк                                    | 1910-ті (архіт.).              | м. Охтирка, пл. Незалежності, 4.                                                                                   |   |
| 38 | Повітове училище                           | 1813-1901 (архіт.)             | м. Охтирка, пл. Перемоги, 1.                                                                                       |   |
| 39 | Спасо-Преображенська церква                | 19 ст. (архіт.). .             | м. Охтирка, вул. Незалежності                                                                                      |   |
| 40 | Торговельний будинок купця Курила          | 19 ст. (архіт.).               | м. Охтирка, пров. Харківський, 6.                                                                                  |   |
| 41 | Чоловіча гімназія                          | 20 ст. (архіт.).               | м. Охтирка, вул. Сумська, 4.                                                                                       |   |
| 42 | Архітектурний комплекс Покровського собору | 1753-1825 (архіт.)             | м. Охтирка, вул. Холодноярська, 1. Собор Покрова Богородиці; Введенська церква-дзвіниця; Церква Різдва Христового. | · |

## Пам'ятки монументального мистецтва
| №  | охоронний номер | назва                                                                                 | адреса                                        | рік побудови | автори                                         |
| -- | --------------- | ------------------------------------------------------------------------------------- | --------------------------------------------- | ------------ | ---------------------------------------------- |
| 42 | 751             | Пам’ятник на могилі радянських воїнів, які загинули під час Великої Вітчизняної війни | м. Охтирка, 11 км на південний схід від міста | 1966         | скульптор М.М. Дерегус, архітектор Б.І.Бердник |